# Bränntjärnen (Anundsjö socken, Ångermanland, 707360-158621)
Bränntjärnen är en sjö i Örnsköldsviks kommun i Ångermanland och ingår i Moälvens huvudavrinningsområde.